# Set Sants Màrtirs del Quersonès
Els Set màrtirs del Quersonès o de Crimea, és a dir, els sants Basili, Eugeni, Agatodor, Elpidi, Eteri, Capitó i Efraïm van ser els primers evangelitzadors de la regió del Quersonès Tàuric, al final del segle iii, zona de la qual els set van ésser bisbes i on van morir màrtirs.
Primer hi van arribar Basili i Efraïm, enviats pel patriarca de Jerusalem; hi seguiren, també enviats pel patriarca, Eugeni, Agatodor i Elpidi. Tots cinc van patir martiri en una data indeterminada. Les fonts indiquen que Basili morí el 6 de març del 299, i els altres quatre un any més tard, el 300.
Davant de la desfeta, el patriarca envià Eteri, que arribà anys més tardi també fou martiritzat. L'emperador Constantí I envià llavors Capitó, que va ser l'únic que no fou màrtir, morint el 22 de desembre de 311.
La seva memòria conjunta es commemora el dia 7 de març. La data del 4 de març en què es commemorava anteriorment fou declarada errònia pel cardenal Baroni, que va acceptar la data establerta per l'Església Ortodoxa. L'Església catòlica, a més, hi afegeix dos noms més: Nèstor i Arcadi, que van predicar, però, a Xipre, on van morir màrtirs.

## Falsificació de la història al segle XVII
El 1619 es va publicar la falsa crònica atribuïda a Luci Flavi Dextre, escrita uns anys abans pel jesuïta Jerónimo Román de la Higuera; en ella, reescrivia la història de les esglésies hispàniques dels primers segles, amb la intenció de fer-les més antigues i de vincular-les a personalitats santes reals. Entre les falsificacions, hi ha la història de nou bisbes que haurien viscut al segle i a diferents ciutats d'Hispània i que, casualment, porten els noms dels màrtirs del Quersonès.
Segons aquesta falsa història, els bisbes van passar a ésser: Basili de Cartagena, Eugeni de València, Agatodor de Tarragona, Elpidi de Toledo, Eteri de Barcelona, Capitó de Lugo i Efraïm d'Astorga, Nèstor de Palència, Arcadi de Logronyo i Pius de Sevilla.
Arran de les persecucions dels cristians de temps de Neró, cap a l'any 60, s'haurien reunit a Peníscola per veure de trobar una solució al problema: les tropes romanes, comandades per Actus, van detenir-los tots quan estaven plegats i van executar-los, morint màrtirs i essent enterrats a l'església de la vila. El seu martiri i la seva festivitat eren, també casualment, el 4 de març.